# كلود شيفالي
كلود شيفالي (بالفرنسية: Claude Chevalley)‏ (
نطق فرنسي: [ʃəvalɛ]
، 11 فبراير 1909 – 28 يونيو 1984) هو رياضياتي فرنسي قدم مساهمات مهمة في نظرية الأعداد والهندسة الجبرية ونظرية الحقول الفصلية ونظرية الزمر المنتهية ونظرية الزمر الجبرية. وهو عضو مؤسس لمجموعة بورباكي.